# Большая драка (фильм)
«Большая драка» (англ. The Big Brawl; также «Battle Creek Brawl» (досл.: «Драка в Бэттл-Крик») — кинофильм, первая попытка Джеки Чана проникнуть в американскую кинопромышленность.

## Сюжет
Америка, 1930-е годы. Джеки Чан играет корейского юношу-бойца Джерри Квана, который, несмотря на запреты отца, участвует в разных уличных соревнованиях, получая небольшой доход. Отец Джерри недоволен тем, что его сын любит драться. Однако дядя Джерри, наоборот, поощряет племянника, обучая его боевым искусствам.
После того, как глава мафии мистер Доменичи узнал о способностях юноши, он решил задействовать его на предстоящем бойцовском турнире, на котором выступит непобедимый чемпион по кличке «Поцелуй» (англ. Kiss). Своё прозвище боец, которого финансирует Доменичи, получил за присущую ему привычку целовать в губы побеждённых и покалеченных соперников. На кону большие деньги — за этот поединок Джерри может получить 15 000 $. Джерри отказывается, но тогда мафия похищает невесту его брата, и Джерри вынужден согласиться. Он начитает длительные тренировки со своим дядей, который после нескольких недель занятий признаёт Джерри готовым к соревнованиям. Джерри приезжает на турнир вместе с дядей и девушкой.
Турнир начинается массовой дракой участников, за которой следуют одиночные схватки. Джерри, повергающий соперников одного за другим, становится признанным лидером. Вплотную следом за ним идёт «Поцелуй», который тоже не проигрывает ни одной схватки. Но «Поцелуй», в отличие от Джерри, дерётся нечестно и жестоко, уродуя и убивая противников. Становится ясно, кто именно будет драться в финале. Не возникает также сомнений в исходе поединка: кореец гораздо сильнее и подвижнее «Поцелуя».
Тем временем сын главы мафии Дэвид, заключивший сделку с противником отца, всячески пытается сорвать поединок Джерри с «Поцелуем»: в противном случае он потеряет огромные деньги. Поняв, что Джерри однозначно дойдёт до финала, Дэвид похищает его дядю, угрожая убить последнего, если Джерри не поддастся сопернику. Джерри подчиняется. Публика в растерянности: Джерри двигается гораздо медленнее обычного, пропуская один удар за другим. Он явно проигрывает бой.
Однако дядя Джерри, запертый в церкви под охраной, не собирается сидеть смирно. Он ломает скамью, к которой его привязали, а потом, избив охрану, поднимается на колокольню и бьёт в колокол, подавая племяннику сигнал. Поняв, что его дядя вне опасности, Джерри начинает драться в полную силу, раз за разом швыряя «Поцелуя» на землю. «Поцелуй», следуя указаниям Дэвида, заманивает Джерри в кинотеатр, где на него нападают гангстеры. Расправившись с рядовыми бандитами, Джерри сходится в поединке с самим Дэвидом: тот, несмотря на все его пороки, далеко не трус. Дэвид, орудуя двумя ножами, ранит Джерри, но все равно терпит поражение. Кореец легко может убить своего врага, но щадит его, не желая стать похожим на Дэвида. Вместо этого он возвращается на арену и побеждает «Поцелуя», а потом, наклонившись, целует его в лоб, прилюдно унижая поверженного чемпиона.
Отец Дэвида, узнав о предательстве, отказывается его прикрывать, и теперь сыну гангстера грозит длительное тюремное заключение. Джерри, получив главный приз турнира, возвращается домой.

## В ролях
- Джеки Чан — Джерри Кван
- Хосе Феррер — Мистер Доменичи
- Мако — Герберт Кван, дядя Джерри Квана, который учит его боевым искусствам
- Цзи Чаоли — отец Джерри Квана, владелец ресторана китайской кухни
- Кристин Дебелл — Нэнси
- Х.Б. Хэггерти — Kiss